# Townend
Townend is een Brits historisch merk van motorfietsen.
De bedrijfsnaam was New Townend Bros Ltd., Coventry (1901-1904).
Een van de eerste Engelse motorfabrieken. Men bouwde er motorfietsen van 2- en 2½ pk.